# Amphisbaena alba
Amphisbaena alba este o specie de reptile din genul Amphisbaena, familia Amphisbaenidae, ordinul Squamata, descrisă de Linnaeus 1758. A fost clasificată de IUCN ca specie cu risc scăzut. Conform Catalogue of Life specia Amphisbaena alba nu are subspecii cunoscute.

## Galerie

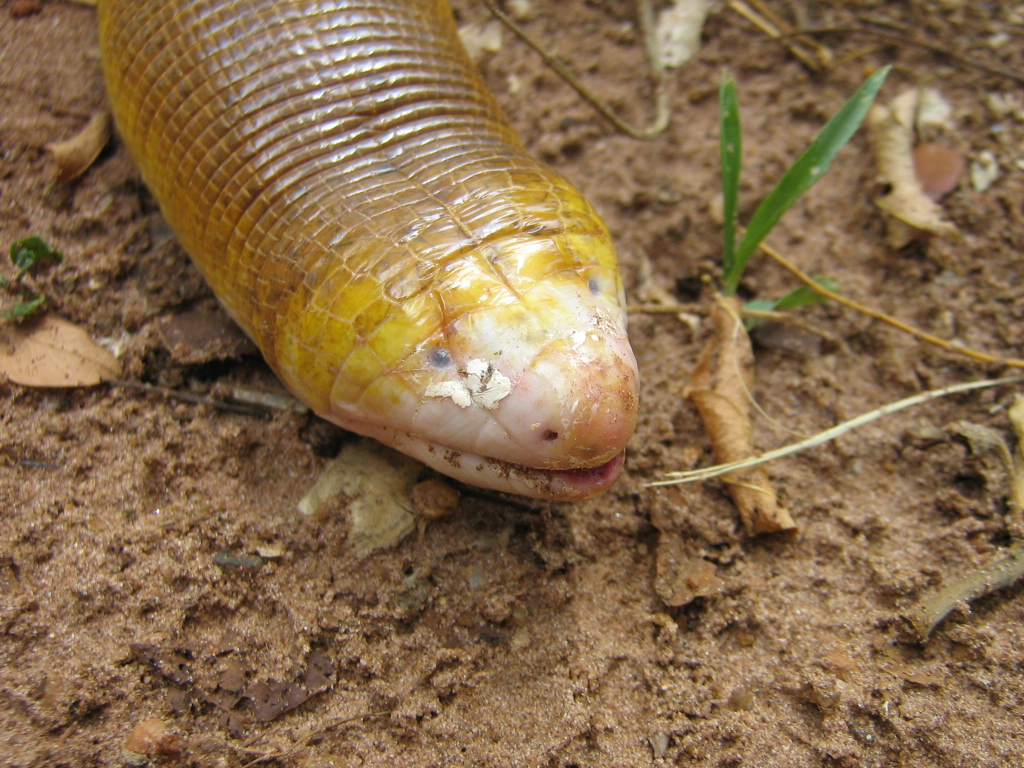
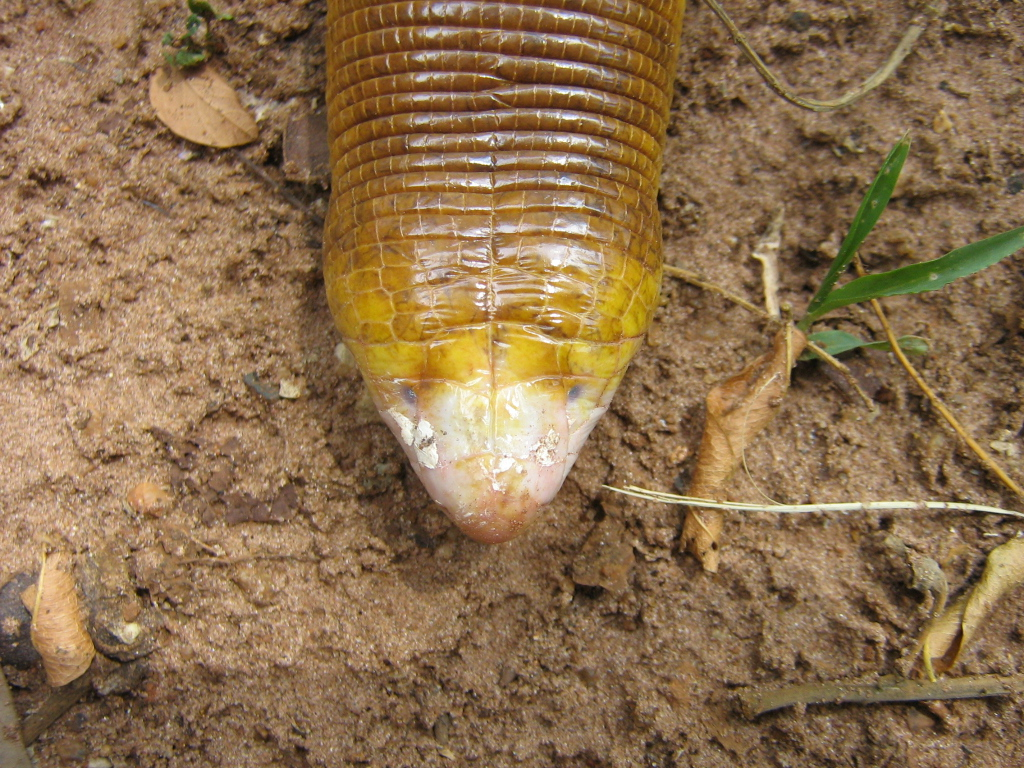